# Giuseppe Pancera
Giuseppe Pancera (10 januari 1901 - 19 april 1977) was een Italiaans wielrenner.

## Levensloop en carrière
Pancera werd prof in 1926. Hij won in 1926 en in 1927 de Coppa Bernocchi en in 1927 Rome-Napels-Rome. Zowel in de Ronde van Italië als in de Ronde van Frankrijk behaalde hij een tweede plaats.

## Erelijst
1926
- Coppa d'Inverno
- Coppa Bernocchi

1927
- Coppa Bernocchi
- Rome-Napels-Rome

1928
- 3e etappe Ronde van Catalonië

1930
- 2e, 3e, 7e etappe Ronde van Catalonië

## Resultaten in voornaamste wedstrijden
| Jaar | Ronde van Italië | Ronde van Frankrijk | Ronde van Spanje |
| ---- | ---------------- | ------------------- | ---------------- |
| 1925 | 11e              |                     |                  |
| 1926 | 12e              |                     |                  |
| 1927 | 5e               |                     |                  |
| 1928 | ↑                |                     |                  |
| 1929 | 7e               | ↑                   |                  |
| 1930 |                  | 20e                 |                  |
| 1931 |                  | opgave              |                  |
| 1932 |                  | 32e                 |                  |
| 1933 |                  |                     |                  |
| 1934 | 39e              |                     |                  |

| Jaar | Milaan-San Remo | Ronde van Lombardije |
| ---- | --------------- | -------------------- |
| 1925 | 6e              | 9e                   |
| 1926 | 7e              |                      |
| 1927 | 7e              | 4e                   |
| 1928 |                 | 17e                  |
| 1929 | 6e              |                      |
| 1930 |                 |                      |
| 1931 | 6e              |                      |
| 1932 |                 | 13e                  |
| 1933 |                 |                      |
| 1934 |                 |                      |

- International Standard Name Identifier: 0000 0003 8072 6612
- Library of Congress Control Number: no2012105293
- Virtual International Authority File: 260118567
- WorldCat: E39PBJtrYb3WWChDkVV3YvGGpP